# Єдиний державний реєстр судових рішень
Єдиний державний реєстр судових рішень (ЄДРСР) — автоматизована система збирання, зберігання, захисту, обліку, пошуку та надання електронних копій судових рішень. До реєстру вносяться усі рішення судів України у цивільних, адміністративних, господарських справах, справах про адміністративні правопорушення та кримінальних провадженнях.

## Історія
21 листопада 2002 Верховна Рада України схвалила Концепцію Загальнодержавної програми адаптації законодавства України до законодавства Європейського Союзу, де, серед іншого, передбачалось заснування національної інформаційної мережі судових рішень з метою забезпечення доступу до прикладів судової практики та можливості їх публічного обговорення.
Однак перша спроба втілити цю ідею у життя була зроблена 18 січня 2005 року, коли у Верховній Раді був зареєстрований законопроєкт «Про забезпечення гласності при здійсненні господарського судочинства». Авторами законопроєкту були Леонід Антоненко, та Іван Крулько, помічник народного депутата. Законодавча ініціатива належала Борису Тарасюку та Миколі Катеринчуку.
Законопроєкт отримав підтримку нового уряду і реалізацію закладених до нього ідей було передбачено затвердженою 4 лютого 2005 року. Майже одночасно з урядом ідея була підтримана і судовою владою. Так, постановою Президії Верховного Суду України, Президії Ради суддів України, колегії Державної судової адміністрації України «Про стан здійснення судочинства у 2004 р. і завдання на 2005 р.» від 18 лютого 2005 року, Державній судовій адміністрації України доручено запровадити реєстр судових рішень зі створенням у комп'ютерній мережі відповідної бази даних і забезпечити в установленому законом порядку доступ до неї.
Законопроєкт Тарасюка-Катеринчука було побудовано на 9 принципах, деякі з яких були згодом покладені в основу прийнятого пізніше того ж року закону, зокрема:
1. Централізації. На відміну від, скажімо, Сполучених Штатів, де процес оприлюднення судових рішень здійснюється з ініціативи судів і їхніми силами, законопроєкт зводив роль судів у процесі оприлюднення їхніх рішень лише до обов'язку суддів формувати судовий документ в електронному вигляді і надсилати його до центрального адміністратора системи або його структурного підрозділу при відповідному суді, який, однак, організаційно не входив до складу суду, але територіально займав одне й те саме приміщення, що і суд. Усі судові документи оприлюднюються на єдиному сайті, який утримується адміністратором, а не на сайтах відповідних судів. Пізніше цей сайт отримає назву «вебпорталу судової влади».
2. Вибірковості. Пропонувалося, що оприлюдненню підлягатимуть лише ті судові документи, які вирішують спір по суті (рішення, постанови) або припиняють подальший рух справи, наприклад, ухвала про затвердження мирової угоди. Документи, які приймаються судом на будь-якій іншій процесуальній стадії процесу, наприклад, ухвала про порушення справи або про забезпечення доказів, оприлюдненню не підлягали. Проте, усі інші судові документи підлягали оприлюдненню незалежно від того, чи мають вони прецедентне значення або суспільний резонанс.
3. Спеціалізації. Дія законопроєкту поширювалась на судові документи лише господарських судів. Це пояснювалось тим, що на той час в Україні ці суди були єдиною повністю комп'ютеризованою системою судів, і тому мети законопроєкту можна було досягти швидко і ефективно.
4. Фінансової автономії. Передбачалося, що заходи з оприлюднення судових документів фінансуватимуться за рахунок коштів, які сторони сплачували за розгляд їхнього конкретного спору (витрати на інформаційне-технічне забезпечення судового процесу)). Бюджетні кошти пропонувалося залучати лише як додаткове джерело.
5. Організаційної автономії. Адміністрування процесу оприлюднення рішень повністю покладалось на особу, яка була законодавчо визначена як отримувач збору на інформаційне-технічне забезпечення процесу, тобто на Державне підприємство «Судовий інформаційний центр». Це підприємство довело свою ефективність при створенні централізованої бази даних про рух господарських справ, а отже могло впоратись із задачею оприлюднення судових рішень. З огляду на те, що використання бюджетних коштів не передбачалося, залучення до процесу жодного органу виконавчої влади також видавалося зайвим.
6. Безоплатності. Усі тексти оприлюднених судових документів ставали суспільним надбанням і авторським правом не захищались. Будь-яка особа мала право безоплатного доступу до бази даних, право копіювати і відтворювати базу даних судових документів для комерційного використання.
7. Публічності. Жодні купюри у текстах судових документів не допускались, включаючи найменування сторін і імена суддів. Єдиний виняток — тексти судових документів, які приймались у закритих судових засіданнях, що було виправдано інтересами захисту державної або комерційної таємниці.
8. Персональної відповідальності суддів. Винні дії судді щодо ухилення від передачі судового документу для оприлюднення ставали підставою для дисциплінарного провадження. Суцільність оприлюднення також забезпечувалась правом сторони передати копію судового документу адміністратору системи напряму — у разі, якщо суд не виконує цього обов'язку.
9. Проактивної дії. Законопроєкт не ставив на меті створити і оприлюднити архів судових документів, що набули чинності у минулому. Законопроєкт стосувався лише майбутніх судових рішень, зокрема тих, які прийматимуться судами через 3 місяці після набуття ним чинності.

31 серпня 2005 року в парламенті був зареєстрований альтернативний законопроєкт «Про доступ до судових рішень» [Архівовано 10 січня 2019 у Wayback Machine.]. Законодавча ініціатива належала голові профільного комітету Верховної Ради з питань правової політики Василю Онопенко, текст проєкту був розроблений Центром політико-правових реформ [Архівовано 20 жовтня 2014 у Wayback Machine.].
22 грудня 2005 року цей альтернативний проєкт було схвалено у другому читанні і в цілому конституційною більшістю — 303 голосами народних депутатів. Представляючи документ колегам, п-н Онопенко висловив сподівання, що «прийняття цього закону дасть можливість, щоб закони України однаково застосовувалися». Прийняття закону не викликало у парламенті дискусії. Поправки до другого читання були запропоновані лише двома депутатами, в тому числі самим Василем Онопенком.
Закон набрав чинності 1 червня 2006 року. Саме з цієї дати усі ухвалені судами України процесуальні документи (крім рішень місцевих загальних судів) повинні були заноситись до реєстру і з'являтися на Інтернет-запит будь-якого користувача, а рішення місцевих загальних судів — з 1 січня 2007 року. Проте, перші документи почали з'являтися на запит користувачів з затримкою в принаймні два тижні.

## Принципи побудови реєстру
Від законопроєкту Тарасюка-Катеринчука закон перейняв такі риси як централізація, безоплатність, публічність (хоча і з деякими винятками, направленими на захист приватності фізичних осіб) і проактивність.
Від таких рис як спеціалізація, вибірковість, організаційна і фінансова автономність і персональна відповідальність суддів відмовилися. Натомість закон було побудовано на таких принципах:
1. Універсальність. Попри відсутність у багатьох районних судах комп'ютерів і електронної пошти було прийнято рішення поширити дію закону на всі без винятку суди країни і на всі провадження, включаючи і ті, в яких розглядаються чутливі з точки зору приватного життя питання, зокрема, кримінальні або сімейні. Слід визнати, що це був досить амбіційний крок, який, здається, не має аналогів в жодній іншій юрисдикції світу. Навіть на батьківщині системи права справедливості (тобто права, яке створюється судом), у Великій Британії, оприлюднюються далеко не всі ЭбДо

судові рішення. Так, відповідно до дослідження, проведеного університетом Редінгу, Англія, рішення трибуналів у трудових спорах, не підлягають оприлюдненню і зберігаються лише у паперовому форматі.
1. Суцільність. Незважаючи на побоювання перевантаження системи реєстру малозначущими процесуальними документами, закон не передбачає будь-яких виключень щодо категорій судових документів, що підлягають оприлюдненню. Вимога про оприлюднення поширюється на всі судові документи, які приймаються судами у відкритому судовому засіданні. Натомість закон передбачає, що користувачу реєстру має бути забезпечена можливість пошуку. Відповідно до постанови Кабінету Міністрів «Про затвердження Порядку ведення Єдиного державного реєстру судових рішень» від 25 травня 2006 року пошук може здійснюватися за такими параметрами: (1) найменування або код суду, (2) прізвище та ініціали судді, (3) дата ухвалення (постановлення) судового рішення, (4) форма судочинства, (5) форма судового рішення (зокрема, рішення, постанова, ухвала, окрема ухвала, вирок, судовий наказ), (6) номер справи та дата її надходження до суду, (7) найменування сторін судового процесу; (8) пошук за ключовими словами.
2. Захист конфіденційності фізичних осіб. Першою редакцією законопроєкту Онопенка передбачалось, що найменування і юридичних і фізичних осіб, а також інформація щодо них, яка здатна їх ідентифікувати (наприклад, адреси або номери реєстрації автомобілів) можуть бути доступні лише для обмеженого кола осіб, зокрема, для суддів. В загальному доступі до реєстру ця персональна інформація замінюється на літерні або цифрові позначення. У законі ці обмеження зберегли лише відносно фізичних осіб, при чому незалежно від того, чи стосується інформація приватного життя осіб або їх комерційної діяльності. Рішення про забезпечення конфіденційності фізичних осіб означало, що адміністратор реєстру мусить не лише автоматично перенести текст документу до системи, але й перевірити його на наявність відомостей, що можуть ідентифікувати фізичну особу, і провести роботу з шифрування цієї інформації.
3. Бюджетне фінансування. Відповідно до закону, реєстр судових рішень утримується за рахунок бюджетних коштів, а не коштів від збору на інформаційне-технічне забезпечення процесу. За оцінками Державної судової адміністрації, станом на 2006 рік сума бюджетних коштів, необхідних для утримання реєстру, становить «близько 70 тис. грн. на місяць для всієї системи судочинства».[8] Відповідно до іншого джерела, щомісячні бюджетні витрати на утримання реєстру становлять 192 тис. грн.[9] У 2008 році на утримання реєстру було витрачено, за деякими оцінками, приблизно 8 млн грн. В основному це «зарплатня тих, хто сканує рішення, що надійшли у паперовій формі, шифрує прізвища сторін процесу, плата за зв'язок».[10]
4. Державне регулювання. Відмовившись від принципу організаційної автономії, закон передбачив, що діяльність зі збору судових рішень, їх оприлюдненню і утриманню бази даних скеровуватиметься Державною судовою адміністрацією, яка є розпорядником бюджетних коштів, що виділяються з Державного бюджету на утримання реєстру судових рішень.

## Адміністрування реєстру
Адміністрування реєстру здійснюється на договірних засадах юридичною особою, яка визначається на конкурсній основі відповідно до Закону України «Про закупівлю товарів, робіт і послуг за державні кошти». Ця особа має відповідати встановленим Державною судовою адміністрацією кваліфікаційним вимогам. В результаті проведення конкурсу у 2006 році переможцем стало Державне підприємство «Судовий інформаційний центр». Наказом Державної судової адміністрації від 24.04.2007 року[недоступне посилання з червня 2019] це підприємство було приєднане до Державного підприємства «Інформаційні судові системи», яке стало правонаступником і є адміністратором реєстру станом на 2011 рік.
Проте жодне з зазначених державних підприємств не розробляло власними силами програмне забезпечення для реєстру, яке було замовлено третій стороні — корпорації «Атлас». Як зазначається на сайті корпорації, її клієнтами є Верховна Рада, Секретаріат Президента, низка міністерств та великих компаній Речник «Атласу» стверджує, що у 2006 році компанія розробила софт для реєстру отримавши за це 269 тисяч гривень. Але договір на підтримку та супроводження системи було розірвано у вересні 2006 року.

## Технологія наповнення реєстру
Оприлюднення судових рішень і наповнення реєстру відбувається в результаті взаємодії адміністративного персоналу судів і адміністраторів і операторів реєстру. Оператори реєстру — це штатні працівники ДП «Судові інформаційні системи», робоче місце яких розташоване в приміщенні кожного суду.
Технологія внесення судових документів до реєстру розроблена Державною судовою адміністрацією (ДСА), перед якою стояла досить делікатна задача покладення на суддів обов'язку з передачі для оприлюднення текстів їх судових рішень. Однак, ДСУ цієї задачі не виконала. Запропонований технологічний ланцюжок операцій з наповнення реєстру взагалі не включає суддю. Відповідальність за збір і передачу судових документів покладається на «штатного працівника суду» або «штатного працівника» «Судових інформаційних систем», які можуть заміняти один одного «у разі виникнення обставин, що унеможливлюють виконання [ними] своїх функціональних обов'язків у повному обсязі».
Друга важлива задача — забезпечити оприлюднення рішень на паперових носіях. На момент набуття чинності законом, система електронного документообігу діяла лише в 30 з 665 місцевих судів, на які поширювалася дія закону. Станом на 2008 рік ця цифра збільшилась до 428.
Внесення судових документів до реєстру складається з трьох етапів:
1. збір судових документів штатним працівником суду і передача їх оператору реєстру;
2. обробка документів оператором;
3. внесення документів до реєстру.

На першому етапі спеціально призначений штатний працівник суду збирає копії судових документів, які були ухвалені протягом робочого дня відповідним судом. У разі якщо суд комп'ютеризовано, він або вона також збирає електронні файли цих документів (тобто формує електронний пакет судових документів). Збір електронних файлів відбувається або через локальну комп'ютерну мережу суду або, у разі її відсутності, на USB флеш-носії. Усі електронні файли мають бути підписані електронним цифровим підписом відповідного судді. Далі сформований таким чином «електронний пакет» передається працівником суду (через локальну мережу або на флеш-носії) оператору реєстру. Постанова КМУ передбачає, що передача пакету (копій судових рішень) до оператора має відбутись не пізніше дня, що настає після ухвалення судового рішення (п. 13 Постанови) або в день складення повного судового рішення (п. 14 Постанови).
З вересня 2009 року суди надсилають адміністраторові реєстру копії всіх судових рішень виключно в електронній формі з використанням електронного цифрового підпису (п. 12 Постанови). Пересилання копій судових рішень на паперових носіях здійснювалось до зазначеної дати на підставі Інструкції про порядок виготовлення, надсилання, реєстрації, обліку та зберігання на паперових носіях та в електронному вигляді копій судових рішень, що підлягають внесенню до Єдиного державного реєстру судових рішень[недоступне посилання з червня 2019]. Згідно з цією інструкцією, у разі якщо суддя виготовив(ла) судовий документ «у вигляді рукописного тексту або за допомогою друкарських машин», то відповідальна особа суду повинна була передрукувати цей документ і роздрукувати його на принтері.
На другому етапі оператор переносить реквізити судових документів до бази даних і шифрує тексти судових рішень, тобто замінює відповідними літеро-цифровими позначеннями відомості, що не можуть бути розголошені в текстах судових рішень, відкритих для загального доступу. Обов'язковими для внесення в базу даних є такі реквізити:
1. найменування суду, який ухвалив (постановив) судове рішення;
2. код суду згідно з Довідником статистичних кодів, затвердженим Державною судовою адміністрацією;
3. інстанція, у якій розглядалася справа;
4. форма судочинства (цивільне, кримінальне, господарське, адміністративне);
5. форма судового рішення;
6. дата ухвалення (постановлення) судового рішення;
7. номер та дата судової справи (якщо номер судової справи змінено, додатково зазначається попередній номер та дата судової справи);
8. номер та дата судової справи, рішення у якій переглядається;
9. дата ухвалення (постановлення) судового рішення, що переглядається;
10. найменування та код суду, що ухвалив (постановив) судове рішення, що переглядається, згідно із зазначеним Довідником статистичних кодів;
11. склад суду із зазначенням прізвища та ініціалів судді (суддів);
12. найменування сторін судового процесу (з урахуванням режиму доступу до судових рішень);
13. статус сторін судового процесу (фізична особа, юридична особа, зокрема державний орган, державне підприємство, установа, організація).

Третій етап — безпосереднє внесення тексту судового документу до реєстру. Відповідно до Правил, оператор повинен внести судовий документ до реєстр протягом 3 діб з моменту отримання копії судового документу від працівника суду.
Електронні копії судових рішень є документами безстрокового зберігання.
Закон забороняє вилучення судових рішень із реєстру. Також не допускається внесення будь-яких змін до судових рішень, крім тих, що необхідні для виправлення помилок, допущених під час внесення рішення до реєстру. Якщо ж виправлення судового рішення здійснено відповідно до процесуального закону, то до реєстру вноситиметься судове рішення про внесення змін, а виправлене рішення залишатиметься без змін.

## Оцінка ефективності
Жодний з принципів, на яких побудовано реєстр, не виконується на практиці повною мірою.
1. Реєстр не охоплює усіх судів. Цим порушується принцип універсальності. Станом на 2009 рік, із 787 працюючих в Україні судів 35 взагалі не надсилають до реєстру свої рішення.[10] Одним з таких судів був Шевченківський районний суд столиці.[14]
2. Судові документи до реєстру вносяться вибірково.[15] Цим порушується принцип суцільності. У січні 2009 року на прохання рівненського тижневика «ОГО» юридична фірма «Василь Кісіль і Партнери» провела дослідження, метою якого був пошук у реєстрі, а також в комерційних базах даних судових документів з п'яти резонансних судових процесів. Серед іншого результати дослідження виявили, що жодна з баз даних не містить будь-якого документу по справі щодо зупинення рішення Президента розпустити парламент[16] або по справі «скнилівських генералів». В той же час рішення щодо права хворого робітника вимагати не вказувати хворобу у лікарняному були знайдені лише у комерційній базі, тоді як у реєстрі ці рішення були відсутні. Як стверджують у державному підприємстві «Судові інформаційні системи», підприємство навіть не веде статистики ухвалених і внесених до реєстру рішень ані в розрізі по конкретному суду, ані взагалі по системі судів.[10]
3. Реєстр переобтяжений дріб'язковими малозначущими документами, число яких через 3 роки після створення реєстру сягає мільйонів, в той час як предметний пошук або пошук за ключовим словом фактично не працює. Цим порушується принцип вільного доступу до реєстру. За оцінкою ДСА, пошук за пошуковим словом можливий, «лише якщо одночасно в Реєстрі шукають рішення не більше 30 користувачів».[10] Пошук за іншими критеріями часто є неефективним. Наприклад, система нездатна виокремити ухвали, які приймаються судами для оформлення якої-небудь процесульної дії, від ухвал, якими деякі суди вирішують справу по суті. Так само система реєстру не відрізняє судовий наказ як документ, яким вирішується по суті спори у справах за наказовим провадженням, і наказ як виконавчий документ, який видається господарськими судами на виконання прийнятого судом рішення.[17][18]
4. Внаслідок неефективного пошукового апарату реєстру і безлічі малозначущих процесуальних документів, які в ньому містяться, користувачі вимушені отримувати доступ до документів реєстру за плату у приватних осіб, які розробили досконаліший пошуковий апарат або мають доступ до судових документів, які з якихсь причин не були внесені до реєстру. Зокрема, таку можливість забезпечує база даних «НАУ-Судові рішення», яка наповнюється на основі прямого договору з інформаційно-технічним адміністратором Єдиного державного реєстру судових рішень.[19]
5. Доволі часто до реєстру потрапляють судові документи, які містять конфіденційну інформацію щодо фізичних осіб, чим порушується принцип захисту цієї інформації.
6. Реєстр не виконує своєї облікової функції, оскільки документам, які до нього заносяться, не присвоюється унікальний номер, а нумерація справ часто збігається, що призводить до того, що пошук за номером справи повертає десятки або сотні не пов'язаних між собою документів.
7. Відмова від принципу персональної відповідальності суддів призводить, за словами директора ДП «Судові інформаційні системи» А. Боделана[10], до низької наповнюваності реєстру документами за відсутності будь-якого важеля впливу на суддів, які ухиляються від передачі документу до реєстру. Нормативні документи ДСУ виписані таким чином, щоб звільнити суддів від будь-якого обов'язку (не кажучи вже про відповідальність) щодо передачі прийнятих суддями документів до реєстру.
8. Державне регулювання процесом, який за своєю суттю є виключно технологічною операцією, яка не вимагає прийняття будь-яких управлінських рішень, видається неоправданим. Залежність реєстру від бюджетного фінансування, яким розпоряджається регулятор, призводить до випадкового призупинення публічного доступу до реєстру внаслідок довільного рішення регулятору щодо припинення оплати робіт з утримання реєстру.[20]
9. Позбавлення реєстру більш стабільного джерела фінансування на користь бюджетного фінансування, що за своєю природою є нестабільним і залежним від рішення регулятора, ставить під загрозу реалізацію мети, задля якої реєстр створено. Як повідомив голова ДП «Судово-інформаційні системи» А. Боделан на засіданні Ради суддів України, норма закону про бюджетне фінансування реєстру не дозволяє очолюваному ним підприємству використовувати кошти Спеціального фонду для того, щоб оплатити придбання електронного цифрового підпису та пов'язаного з цим спеціалізованого програмного забезпечення з метою надання можливості адміністративним судам формувати реєстр шляхом надсилання копій судових рішень не в паперовому, а в електронному вигляді. Причина полягає в тому, що Спеціальний фонд формується за рахунок оплати витрат на інформаційно-технічне забезпечення судових процесів, пов'язаних з розглядом цивільних та господарських, але не адміністративних справ.[21]
10. Недосконалий інтерфейс. Так, згідно з дослідженням, проведеним Харківською правозахисною групою, «интерфейс реестра работает в значительной степени неэффективно: созданная техническая система обслуживания реестра не позволяет просматривать все решения конкретного суда — допускается поиск только определенного вида судопроизводства за один конкретный год. Кроме того, следует отметить частые перебои в работе реестра: часто появляются указания на то, что производятся сервисные работы и работа с реестром невозможна». Автори дослідження зазначають, що «ряд місцевих судів загальної юрисдикції внесено до реєстру з невірною назвою».[22]

## Збої реєстру
На початку листопаду 2006 року на сайті реєстру з'явилось повідомлення про те, що доступ до реєстру зупинено у зв'язку із припиненням фінансування Державною судовою адміністрацією адміністратора реєстру — державне підприємство «Судовий інформаційний центр» (ДП «СІЦ»). Як пояснив в інтерв'ю газеті «Бизнес» В. Живаєв, на той час директор ДП «СІЦ», Судова адміністрація протягом місяця не перераховувала коштів на наповнення реєстру (щомісячний авансовий платіж на ці цілі становив, за словами п-на Живаєва, 200 тис. грн.). За відсутності бюджетних коштів роботи з наповнення реєстру фінансувались за рахунок коштів, що сплачувались сторонами спорів на інформаційне-технічне забезпечення процесу. Однак з 1 вересня 2006 року відповідно до наказу ДСА[недоступне посилання з червня 2019] ці кошти були перенаправлені з рахунків ДП «СІЦ» на рахунки територіальних відділень Судової адміністрації. Протягом вересня і жовтня 2006 року кошти акумулювались на зазначених депозитних рахунках і за призначенням не використовувались. Станом на початок листопада залишки цих коштів на рахунках ДП «СІЦ» скінчились і доступ до реєстру судових рішень було припинено. Реєстр не працював протягом тижня, що спричинило суспільний резонанс. Повідомляється, що 8 листопада 2006 року адвокат Д. Лошаков звернувся з адміністративним позовом до Печерського районного суду на неправомірні дії Судової адміністрації.
В інтерв'ю газеті «Бизнес» голова Судової адміністрації І. Балаклицькій пояснив, що причиною конфлікту між Судовою адміністрацією і ДП «Судовий інформаційний центр» була відмова останнього «перейти у відання» Судової адміністрації. Внаслідок цього Судова адміністрація створила альтернативне державне підприємство — Судові інформаційні системи, до якого пізніше було долучено ДП «Судовий інформаційний центр» внаслідок його реорганізації і позбавлення джерел фінансування. До злиття із ДП «Судові інформаційні системи» ДП «Судовий інформаційний центр» існувало як підприємство, створене і підпорядковане Вищому господарському суду України.

## Реформа реєстру
З початку роботи реєстру в Верховній Раді було зареєстровано такі законопроєкти щодо внесення поправок до закону "Про доступ до судових рішень:
1. законопроєкт В. Стретовича і Т. Стецьківа від 24 вересня 2008 року[недоступне посилання з червня 2019] (отримав негативний висновок Головного науково-експертного управління з рекомендацією про повернення на доопрацювання, однак прийнятий у першому читанні у березні 2009);
2. законопроєкт Р. Богатирьової від 16 листопада 2007 року[недоступне посилання з червня 2019] (відкликаний 23 листопада 2007)

Законопроєктами пропонувалося: (проєкт Стретовича-Стецьківа):
- припинити внесення до реєстру постанов у справах про адміністративні правопорушення;
- встановити строк внесення судових документів до реєстру законом (замість двох підзаконних актів, якими це питання визначається на цей час) і скоротити цей строк до однієї доби;
- доповнити обов'язкові реквізити судових документів, які підлягають внесенню до реєстру, номером, під яким ці документи були внесені до реєстру;
- розширити довідкові функції реєстру за рахунок зазначення в ньому дати набуття чинності судових рішень, а також відображення зв'язків між документами, які були прийняті в одній справі;
- встановити заборону на пересилання судових документів для обробки і внесення до реєстру на паперових носіях і запровадити суцільний електронний документообіг між судами і адміністратором реєстру;
- встановити заборону на виконання не внесеного до реєстру судового рішення.

(проєкт Богатирьової):
- поширити вимоги про обов'язкове оприлюднення в реєстрі текстів судових позовів.

Зазначені спроби реформи реєстру стосувалися здебільшого трьох основних тем:
1. уточнення обсягу документів, що підлягають внесенню до реєстру, зокрема, шляхом обмеження принципу суцільності;
2. законодавчої спроби вплинути на низьку ефективність наповнюваності реєстру і низьку якість пошукових функцій реєстру;
3. спроби законодавчого органу обмежити «недобросовісні» дії представників судової влади. Так, вимога про публікацію позовів повинна була служити цілі боротьби із рейдерством[25], а вимога про включення до реквізитів судових документів номера, під яким документ було внесено до реєстру, — цілі запобіганню «можливості видання деякими недоброчесними суддями виконавчих документів без ухвалення відповідного судового рішення».[26]

## Виноски
1. ↑  Закон України від 22 грудня 2005 року № 3262-IV «Про доступ до судових рішень [Архівовано 22 серпня 2014 у Wayback Machine.]»
2. ↑  Закон України від 21 листопада 2002 року № 228-IV «Про Концепцію Загальнодержавної програми адаптації законодавства України до законодавства Європейського Союз [Архівовано 27 вересня 2017 у Wayback Machine.]»
3. ↑  Доступ к судебным решениям — за деньги налогоплательщиков. Дзеркало тижня (рос.). № 2 (581). 20 січня 2006. Архів оригіналу за 24 листопада 2014. Процитовано 24 листопада 2014.
4. ↑  Т.Лесюк «Діяльність судової влади стане прозорішою». Юридична газета № 1 (61) 19 січня 2006 року[недоступне посилання з червня 2019]
5. ↑  Стенограма 58-го засідання Верховної Ради України IV скликання. Архів оригіналу за 17 березня 2007. Процитовано 12 жовтня 2010.
6. ↑  Лига. Форумы. Архів оригіналу за 12 квітня 2013. Процитовано 12 жовтня 2010. [Архівовано 2013-04-12 у Wayback Machine.]
7. ↑  C.Grace James «Law's Response to Pregnancy/Workplace Conflicts: A Critique» — Feminist Legal Studies (2007) 15:167-188
8. ↑  Як досягти «абсолютної прозорості» судової влади? [Архівовано 19 квітня 2014 у Wayback Machine.] — Юридична газета, № 3(63), 17 лютого 2006.
9. ↑  А.Гвоздецкий, "Концепции разработают альтернативу " Юридическая практика. — 2006.06.06. — № 23[недоступне посилання з червня 2019]
10. 1 2 3 4 5 6  Чому судові рішення доступні не всім? Рівненський обласний тижневик «ОГО», № 1154 від 29 січня 2009 року. Архів оригіналу за 10 березня 2009. Процитовано 12 жовтня 2010. [Архівовано 2009-03-10 у Wayback Machine.]
11. ↑  Сайт корпорації «Атлас» [Архівовано 20 липня 2010 у Wayback Machine.]. Отримано 5 квітня 2009.
12. ↑  Інструкція про порядок взаємодії відповідальної особи апарату місцевого загального суду та інформаційно-технічного адміністратора Єдиного державного реєстру судових рішень при зборі, обробці та надсиланні копій судових рішень в електронному вигляді для внесення до Єдиного державного реєстру судових рішень
13. ↑  Приговоры уйдут в базу
// Создан Единый государственный реестр судебных решений. Коммерсантъ № 98 від 14.06.2006
14. 1 2  А. Соляник. «Без внесения не исполнять. Об изменениях, касающихся Единого госреестра судебных решений».[недоступне посилання з вересня 2019] — Юридическая практика, № 43 (565), 21 жовтня 2008.
15. ↑  Р. Куйбіда, Т. Руда, Центр політико-правових реформ, «Перший досвід. Про використання реєстру судових рішень», Юридична газета, № 11 (95) 15 березня 2007 року [Архівовано 18 червня 2011 у Wayback Machine.]
16. ↑  Див. розділ «Розпуск парламенту» статті Політична криза в Україні 2008
17. ↑  Тетяна Руда, Центр політико-правових реформ, «ДСА України керується указами президента Узбекистану», 18 грудня 2008 [Архівовано 3 листопада 2010 у Wayback Machine.]
18. ↑  М.Бондаренко, «Общественность в действии», Юридическая практика, № 9 (479) от 27/02/07 [Архівовано 10 травня 2007 у Wayback Machine.]
19. ↑  МЕГА-НАУ — інтегрований банк судових рішень та правової інформації [Архівовано 1 березня 2009 у Wayback Machine.]. Перевірено: 5 квітня 2009.
20. ↑  М. Бондаренко, «Гласность в судах и техника не дружат… пока. Доступ к Единому государственному реестру судебных решений Украины был ограничен в течение нескольких дней». — Юридическая практика, № 47 (465), 21 листопада 2006. Архів оригіналу за 25 травня 2007. Процитовано 12 жовтня 2010.
21. ↑  Закон і Бізнес, № 26 (806), 29 липня 2007 — 6 серпня 2007. Архів оригіналу за 27 березня 2008. Процитовано 12 жовтня 2010. [Архівовано 27 березня 2008 у Wayback Machine.]
22. ↑  Богдан Бондаренко, Юлия Ращупкина
Анализ работы Единого государственного реестра судебных решений, 6 травня 2009. Перевірено: 27 травня 2009.
23. ↑  Бизнес, Олька Міщенко: «Вне зоны доступа». № 47 від 20 листопада 2006.
24. ↑  Бизнес, № 47 від 20 листопада 2006, ст. 16
25. ↑  Богатирьова пішла стопами Порошенко.[недоступне посилання] — Українська правда, 26 вересня 2006.
26. ↑  Пояснювальна записка до законопроєкту Стретовича-Стецьківа